# Metodo del licopodio
Il metodo del licopodio è un metodo di controllo di qualità delle droghe vegetali impiegato in ambito farmacogniostico che prevede l'utilizzo delle spore di Lycopodium clavatum, comunemente detto licopodio. Con tale metodo è possibile determinare approssimativamente il contenuto di una certa sostanza in una droga precedentemente essiccata e polverizzata.

## Spore del licopodio

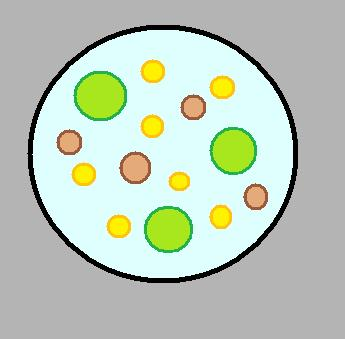
Esempio semplificato di come potrebbe apparire l'osservazione al microscopio:
l = 7 (spore gialle)
e = 4 (elemento in esame arancione)
x : e = 94.000 : l
x = (94.000 x e) / l = 53.714 elementi per milligrammo di polvere (in verde sono rappresentate altre possibili particelle presenti nella droga).

Le spore del licopodio (Lycopodii sporae) possiedono una serie di caratteristiche che le rendono ideali per questo tipo di applicazione sperimentale: sono di forma regolare e più o meno omogenea, hanno dimensione e peso costanti tanto da poter determinare a priori il numero di spore contenute in una certa quantità; più precisamente si è osservato sperimentalmente che in 1 mg sono contenute circa 94.000 spore di licopodio. Inoltre tali spore sono molto resistenti, possono sopravvivere per diversi anni allo stadio di spora senza subire degradazioni, caratteristica che le rende ulteriormente apprezzabili anche da un punto di vista economico e di stoccaggio.

## Procedimento
Si mescolano quantità note di spore di licopodio e droga in esame (precedentemente polverizzata) in rapporto di massa noto (in genere 1:1 per semplicità); si osserva quindi la miscela di polveri al microscopio. L'osservazione al microscopio si limiterà al campo visivo dell'oculare, ponendo che il campione di polvere osservato sia rappresentativo della miscela (è opportuno quindi mescolare bene le polveri per ottenere un campione il più omogeneo possibile). Si passa quindi al conteggio delle polveri, determinando i seguenti parametri sperimentali:
- l = numero di spore di licopodio contate nel campo visivo dell'oculare
- e = numero di particelle nella droga di cui voglio determinare la concentrazione
- x = rappresenta l'incognita, ossia il numero di particelle in 1 mg di polvere

Ottenuti i dati sperimentali si ricava x mediante la proporzione:
x : e = 94.000 : l
Ad esempio: poniamo che la droga in esame sia composta da particelle tutte uguali in dimensione e peso e che siano paragonabili sotto tali parametri alle spore di licopodio, avendo miscelato le due polveri in rapporto 1:1 potremmo supporre di contare al microscopio un numero l di spore pari al numero e di particelle; poniamo l = e = 12, il rapporto x = (94.000 x e) / l = (94.000 x 12) / 12 sarebbe pari a 94.000 particelle per milligrammo di droga in polvere.

## Impieghi
Il metodo è in genere utilizzato per identificare e quantificare sostanze organiche estranee che dovranno essere allontanate dal resto della droga; è utile anche per determinare il grado di impurità o verificare lo stato di conservazione della droga stessa.